# 前波吉繼
前波吉繼（1524年—1574年2月10日）是日本戰國時代至安土桃山時代武將。朝倉氏家臣，後來成為織田氏家臣。父親是前波景定。兄長是前波景當。自稱九郎兵衛尉，後來改名為桂田長俊。

## 生平
父親景定是越前國戰國大名朝倉氏的家臣。出生年不詳，家中次男。
仕於朝倉義景，擔任奉行眾。元龜元年（1570年），前波氏當主景當（吉繼的兄長）在志賀之陣於堅田的戰鬥中被織田軍討死，於是繼任家督。元龜3年（1572年），在織田信長與義景對陣時，進入信長的本陣中降伏。後世認為投降的理由有「因為在義景鷹狩時遲到，而且沒有下馬，於是受到處罰，因此感到怨恨」、「有吉繼的嫡男向織田家內通的流言，於是觸怒義景」等說法，真相不明。在投降後的翌年，於織田軍進攻朝倉家時擔任越前案內役（嚮導），令朝倉氏滅亡。
因為越前侵攻的功績，被信長任命為越前守護代，並下賜偏諱「長」字，於是改名為桂田長俊，不過在改名後不久失明，而且在成為守護代後，受到富田長繁忌恨並擺出對立姿態，天正2年（1574年），長繁挑起土一揆叛亂並向居城一乘谷進發，1月19日，因為以寡兵不敵冨田長繁率領的一揆軍力而遭到殺害，而母親、妻子、嫡男亦嘗試逃亡，不過在翌日被捕縛並殺害。
『朝倉記』評價，當時失明，最後被殺的理由是「神明的御罰也」（神明ノ御罰也）。而『信長公記』亦評價吉繼的死是因為「作為大國的守護代，誇大榮耀，恣意妄為，對後輩亦無禮，於是遭到報應」（大国の守護代として栄耀栄華に誇り、恣に働き、後輩に対しても無礼であった報い）。